# Messenkamp
Messenkamp ist eine Gemeinde im Landkreis Schaumburg in Niedersachsen und gehört als Gliedgemeinde zur Samtgemeinde Rodenberg.

## Geografie
Die Gemeinde liegt im Deister-Süntel-Tal am Deister und damit im Naturpark Weserbergland Schaumburg-Hameln, 30 Kilometer westlich von Hannover an der B 442 von Bad Münder nach Wunstorf. Nachbargemeinden sind im Uhrzeigersinn der Flecken Lauenau, die Stadt Bad Münder (Landkreis Hameln-Pyrmont) sowie die Gemeinden Hülsede und Pohle.
Die Gemeinde gliedert sich in die Ortsteile Messenkamp und Altenhagen II.
In der Gemarkung liegen noch die Wohnplätze Hobboken, Klein Amerika, Schweiz und Alte Ziegelei.

## Geschichte

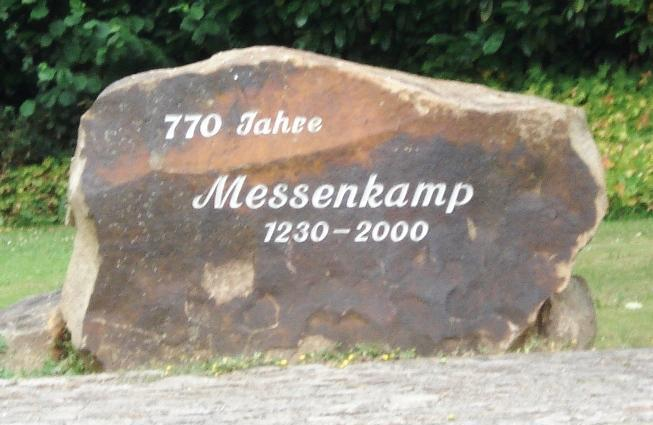
Erinnerung an die erste urkundliche Erwähnung von Messenkamp 1230

Die erste urkundliche Erwähnung Messenkamps erfolgte 1230. Im Jahre 1298 soll Messenkamp ein selbstständiger Kirchort gewesen sein, welcher um 1600 in die Pfarrei Hülsede aufgegangen ist. 1368 wird Messencampe als Standort eines Gogerichtes genannt. Dieses befand sich auf dem Burghügel bei Messenkamp. Bei der Teilung der Grafschaft Schaumburg fiel die Gemeinde an das Fürstentum Calenberg-Göttingen und gehörte ab 1692 zum Kurfürstentum Hannover. Von 1885 bis 1974 war der Kreis Springe zuständig. Bei dessen Auflösung wurde Messenkamp dem Landkreis Grafschaft Schaumburg mit Sitz in Rinteln zugeschlagen. Seit dem 1. August 1977 gehört die Gemeinde zum neugebildeten Landkreis Schaumburg.
Von 1905 bis 1968 war Messenkamp Bahnstation der Süntelbahn genannten Bahnstrecke Bad Münder–Bad Nenndorf.
In Messenkamp befand sich eine Ziegelei und 1964 wurde die Molkerei geschlossen.
Um 1450 wurde Altenhagen II erstmals erwähnt. Von der Namengebung her wird das Dorf zwischen 1100 und 1400 gegründet sein. Eine Kalkbrennerei wird 1845 erwähnt. Ab 1951 führte die ehemalige Gemeinde auch ein eigenes Wappen: Im silbernen Schildhaupt drei rote Rosen; darunter in Blau zwei gekreuzte silberne Berghämmer (Schlegel und Eisen) mit goldenen Griffen.
Am 1. März 1974 wurde die Nachbargemeinde Altenhagen II eingegliedert. Der ungewöhnliche Zusatz der römischen Zahl II zum Ortsnamen hat historische Gründe: Der Landkreis Springe (1885–1974) umfasste noch ein zweites Altenhagen. Zur klaren Unterscheidung wurden dem Namen die römischen Zahlen I bzw. II hinzugefügt.
Nach der Kreisgebietsreform, bei der am 1. März 1974 der Landkreis Springe aufgelöst und die Gemeinde Altenhagen II in die Gemeinde Messenkamp eingegliedert wurde, behielt man in beiden Fällen den Zusatz bei.
Altenhagen I gehört heute zur Stadt Springe.

## Religion
- Die evangelischen Christen gehören zur Kapellengemeinde Messenkamp, die aber zum Kirchspiel Hülsede gehört.
- Die katholischen Gläubigen gehören zur Pfarrgemeinde Maria vom heiligen Rosenkranz in Bad Nenndorf und nutzen die St.-Markus-Kirche in Lauenau.

## Politik

### Gemeinderat
Der Rat der Gemeinde Messenkamp besteht aus neun Ratsfrauen und Ratsherren. Dies ist die festgelegte Anzahl für die Mitgliedsgemeinde einer Samtgemeinde mit einer Einwohnerzahl zwischen 501 und 1000 Einwohnern. Die Ratsmitglieder werden durch eine Kommunalwahl für jeweils fünf Jahre gewählt. Die aktuelle Amtszeit begann am 1. November 2021 und endet am 31. Oktober 2026.
Die letzte Kommunalwahl am 12. September 2021 ergab das folgende Ergebnis:
| Gemeinderat 2021Insgesamt 9 Sitze - SPD: 5 - Grüne: 1 - WGMA: 3 |

Vorherige Wahlergebnisse
| Wahljahr | SPD | WGMA | Grüne | CDU | Gesamt  |
| 2016     | 5   | 3    | 1     | -   | 9 Sitze |
| 2011     | 6   | -    | -     | 3   | 9 Sitze |
| 2006     | 6   | -    | -     | 3   | 9 Sitze |
| 2001     | 6   | -    | -     | 3   | 9 Sitze |

### Bürgermeister/Verwaltung
Seit November 2006 ist Frank Witte (SPD) Bürgermeister. Zum Gemeindedirektor hat der Rat den Samtgemeindebürgermeister Georg Hudalla bestellt. Die Verwaltung der Gemeinde erfolgt direkt im Rathaus der Samtgemeinde Rodenberg. Eine eigene Gemeindeverwaltung wird nicht vorgehalten.

### Wappen
In Silber ein rotes niedersächsisches Bauernhaus mit schwarzem Tor und einer schwarzen Windfahne auf dem Giebel.

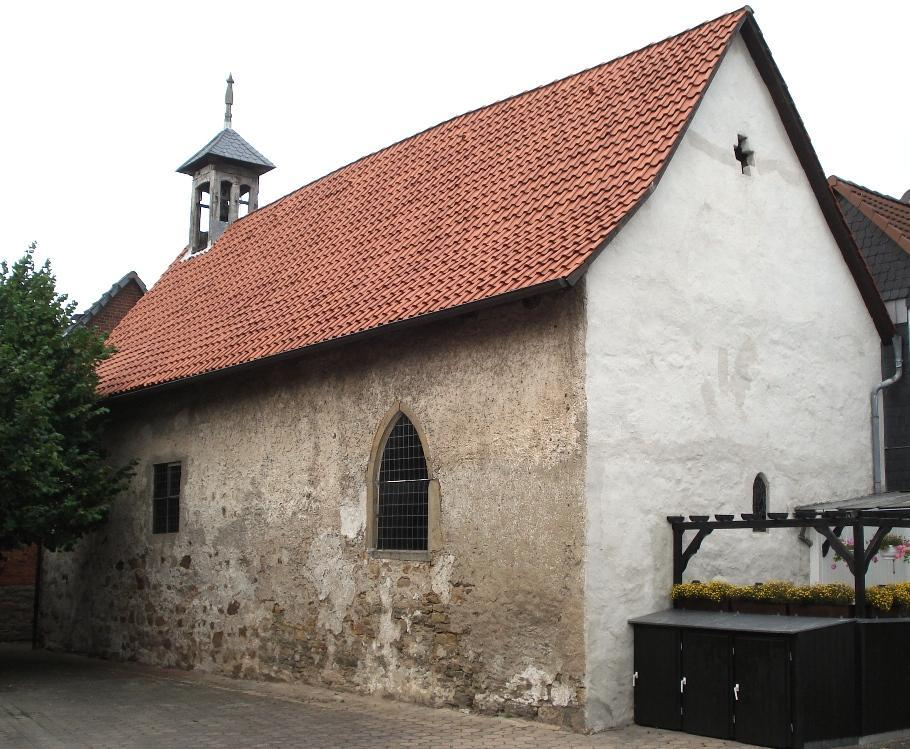
Die St. Georgkapelle in Messenkamp

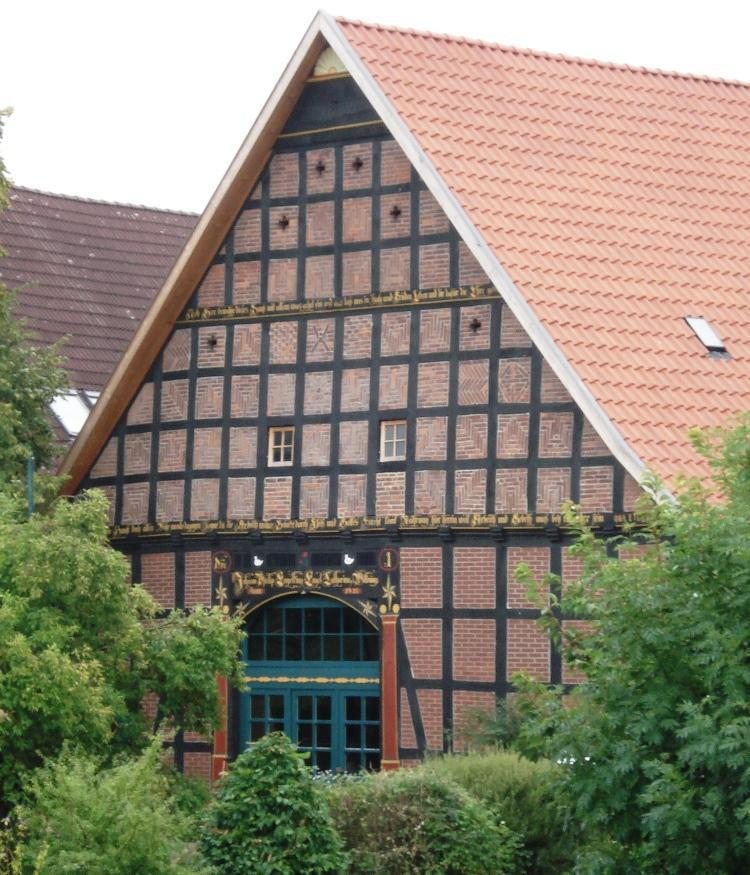
Bauernhaus in Messenkamp – Vorlage für das Wappen der Gemeinde

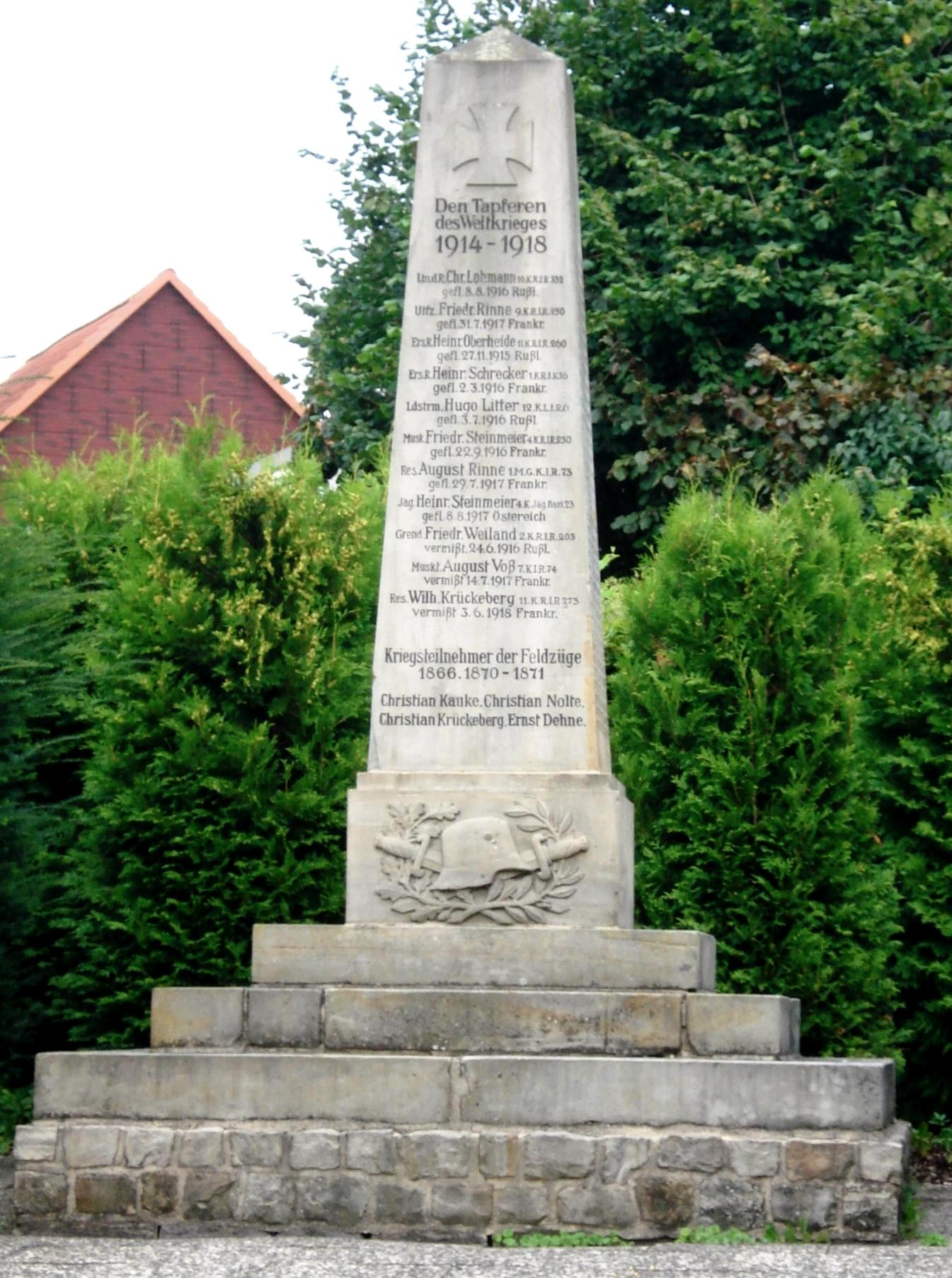
Obelisk des Kriegerehrenmals in Messenkamp

## Kultur und Sehenswürdigkeiten

### Bauwerke
- St. Georgkapelle, errichtet 1532
- Burghügel bei Messenkamp vom Typ Motte, ein künstlich aufgeschütteter Erdhügel[8]
- Kreuzstein als Sühnekreuz an der Straße nach Hülsede

### Grünflächen und Naherholung
Das Naturschutzgebiet „Walterbachtal“ NSG HA 124 erstreckt sich mit mehreren Hektar auch über das Gemeindegebiet.

### Sport
- Beim Männerturnverein (MTV) e. V. von 1913 Messenkamp sind die Sparten Tischtennis, Turnen, Leichtathletik und Tae Kwon Do vorhanden. Ein Sportplatz mit Heim und eine Halle stehen dafür zur Verfügung.
- Schießsport kann im Schützenverein Messenkamp betrieben werden. Luftgewehr- und Kleinkaliberstände sind vorhanden.

## Wirtschaft und Infrastruktur

### Öffentliche Einrichtungen
- Für Sicherheit und Ordnung ist das Polizeikommissariat Bad Nenndorf zuständig. Im Tagdienst ist eine Polizeistation in Lauenau eingerichtet.
- Der abwehrende Brandschutz und die allgemeine Hilfe werden durch die Freiwilligen Feuerwehren Messenkamp und Altenhagen II sichergestellt.

### Bildung
Im vorschulischen Bereich besuchen die Kinder den Kindergarten in Lauenau. Grundschüler besuchen die Albert-Schweitzer-Schule, ebenfalls in Lauenau. Weiterführende Schulen befinden sich in Rodenberg und Bad Nenndorf.

### Verkehr
- Direkt durch die Gemeinde verläuft die B 442, die von Bad Münder nach Wunstorf führt.
- Die nächste Autobahnanschlussstelle ist Lauenau an der Bundesautobahn 2 Hannover–Dortmund, etwa 5 km entfernt.
- Die SVG erschließt mit ihren Linien 2014 und 2016 Messenkamp im ÖPNV.

## Persönlichkeiten
- Ute Maiwald (* 1961), deutsche Turnerin